# دینگ بابکان
دینَگ (پارسی میانه: Dēnag) یک بانبشن، ملکه ساسانی در سده سوم میلادی و خواهر اردشیر بابکان بود.

## زندگی
دینگ یکی از دختران بابک، شاه پارس بود؛ برادرانش شاپور، اردشیر و بلاش نام داشتند. او برای اجرای آیین زرتشتی ، همسر اردشیر شد. بنابراین او عنوان بانبشنان بانبشن («ملکه ملکه ها») را دریافت کرد و گمان می‌شود که او در سنگ‌نگاره تاج‌گذاری اردشیر در نقش رجب در سمت راست تصویر حضور داشته باشد. او احتمالاً مادر شاپور یکم، پسر اردشیر، بود و پس از مرگ اردشیر در سال ۲۴۲ عنوان بانبشنان بانبشن را از دست داد.

## مهر

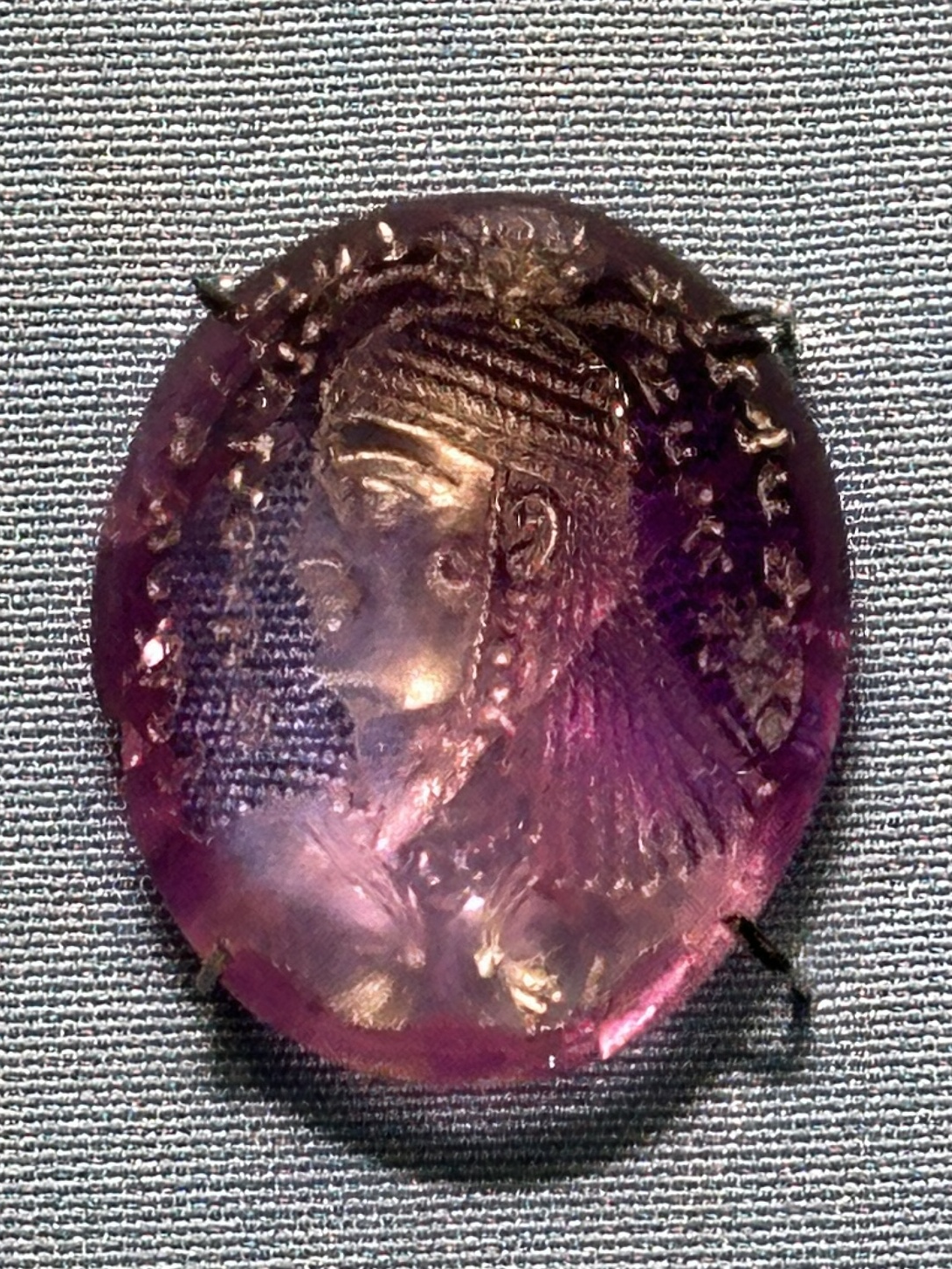
مهر دینگ

مُهری از دینگ بر جای مانده‌است که تصویر نیم‌تنه او با اسم و لقبش بانبشنان بانیش (ملکه ملکه ها) به حروف پهلوی در آن کنده شده‌است. این بانو با چهره‌ای زیبا و مصصم، تاجی بر سر دارد که برفراز آن گیسوانش به‌شکل گویی با نوار کوچکی بسته شده‌است. گوشواره‌ای که دارای سه مروارید است در گوش و گلوبند مرواریدی در گردنش دیده می‌شود و گیسوان مجعدش به چندین رشته بافته و فروافتاده‌است. تاج مدور او دارای لبه‌ای است که با جواهرات مزین شده‌است.
پژوهشگران در مورد مالکیت این مهر اختلاف نظر دارند. بیشتر محققان آن را متعلق به دینگ بابکان می‌دانند. علیرضا شاپور شهبازی، ارنست هرتسفلد و فیلیس اکرمن از جمله کسانی هستند که این مهر را از آن دینگ همسر یزدگرد دوم و مادر هرمز و پیروز می‌دانند.